# Живко Бояджиев
 Тази статия е за българския езиковед.  За футболиста вижте Живко Бояджиев (футболист).  
Живко Стефанов Бояджиев е български езиковед и дългогодишен преподавател в Софийския университет, професор. Член на Европейското лингвистично дружество и на международни лингвистични колегии. Удостоен е с почетна диплома от Международния биографичен център в Кеймбридж (Англия) за неговия принос в общата лингвистика и в университетското образование.
Превежда за първи път на български заедно с Петя Асенова „Курс по обща лингвистика“ на Фердинанд дьо Сосюр.

## Биография
Живко Бояджиев е роден на 14 април 1936 г. в София в семейство на родителите интелигенти, които имат още три деца. Учи във Френския колеж в София до закриването му през 1948 г. Завършва средно образование през 1953 г. и френска филология в Софийския университет през 1958 г. По-късно като асистент завършва и българска филология.
След дипломирането си известно време е гимназиален учител по френски в Брезник (1958-1959), където допълва основната си преподавателска работа с часове по физкултура и с ръководството на кръжок по авиомоделизъм (за който притежава официално свидетелство). Работи известно време като коректор на френски език в Издателството за литература на чужди езици и преводач-говорител на френски език в Радио София (1959-1962).
През 1962 г. след конкурс става редовен асистент в Катедрата по общо, сравнително и индоевропейско езикознание на Филологическия факултет на СУ.
Като лектор по български език в Римския университет (1967-1970) чете лекционен курс по старобългарски език и история на българския език. Чете самостоятелни лекции по синтактична стилистика и по теория на граматиката Провансалския университет в Екс-ан-Прованс (1984-1987). Прави кратки специализации в Монреалския университет (1981, 1982, 1984) по време на които изнася отделни лекции по история на лингвистиката и по проблеми на синтаксиса; поредица от лекции по теория на граматичните категории и по балканска и българска антропонимия и топонимия. Гостува в Солунския университет с отделни лекции по проблеми на общото езикознание.
През 1974 г. защитава кандидатската си (днес докторска) дисертация, през 1977 г. се хабилитира за доцент в СУ. През 1989 г. е избран като професор.
Води основни езиковедски курсове в СУ и Пловдивския университет като Увод в общото езикознание, Увод в общото и романското езикознание, Социолингвистика, История на езикознанието, Актуални проблеми на езикознанието, Обща теория на граматичните категории, История на лингвистическите учения в Европа, преподава още в Шуменския университет, Югозападния университет и Русенския технически университет.